# Bronisław Kuśnierz
Bronisław Stanisław Kuśnierz (ur. 27 stycznia 1883 w Tarnowie, zm. 27 kwietnia 1966 w Londynie) – polski prawnik (doktor praw) i polityk. Poseł na Sejm RP II kadencji (1928–1930), minister sprawiedliwości RP (1944–1949, na uchodźstwie).

## Życiorys
Ojciec Mateusz – woźny sądowy, matka Aniela z d. Kozłowska. Studiował prawo na Uniwersytecie Jagiellońskim (1905–1907) i Uniwersytecie Wiedeńskim (1907-1909). W 1910 uzyskał stopień naukowy doktora praw na UJ. Po odbyciu jednorocznej ochtoniczej służby wojskowej został mianowany na stopień chorążego ze starszeństwem z 1 stycznia 1911 w korpusie oficerów rezerwy piechoty. Posiadał przydział w rezerwie do Galicyjskiego Pułku Piechoty Nr 57 w Tarnowie. Pracował następnie w Banku Krajowym we Lwowie, w bankowości i ruchu spółdzielczym w Krakowie. W czasie I wojny światowej w dalszym ciągu pozostawał oficerem Pułku Piechoty Nr 57. Na stopień porucznika został mianowany ze starszeństwem z 1 listopada 1915 w korpusie oficerów rezerwy piechoty. W latach 1916–1918 był przydzielony do Generalnego Gubernatorstwa w Lublinie.
Po odzyskaniu niepodległości w latach 1919–1921 naczelnik wydziału w Ministerstwie Skarbu. Następnie prowadził w Krakowie wytwórnię papeterii. W latach 1928–1930 był posłem na Sejm RP II kadencji wybranym z listy Polskiego Bloku Katolickiego utworzonego przez Polskie Stronnictwo Ludowe „Piast” i Chrześcijańską Demokrację w okręgu wyborczym nr 46 (Jasło). W Sejmie członek komisji budżetowej i skarbowej. Od 1932 prowadził kancelarię adwokacką w Krakowie. Członek Zarządu Głównego Chrześcijańskiej Demokracji, wiceprzewodniczący, a w latach 1935–1937 przewodniczący Zarządu Wojewódzkiego w Krakowie. W latach 1933–1938 radny miejski w Krakowie z listy Polskiego Bloku Obrony Chrześcijańskiego Krakowa. Zwolennik współpracy ze Stronnictwem Narodowym.
W 1934 roku pozostawał w ewidencji Powiatowej Komendy Uzupełnień Kraków Miasto. Posiadał przydział do Oficerskiej Kadry Okręgowej Nr V. Został zweryfikowany w stopniu porucznika ze starszeństwem z 1 czerwca 1919 roku w korpusie oficerów rezerwy piechoty.
Od 1937 należał do Stronnictwa Pracy, członek Rady Naczelnej i Zarządu Głównego SP i prezes Zarządu Wojewódzkiego w Krakowie. Członek Związku Stowarzyszeń Zarobkowych i Gospodarczych we Lwowie, Państwowej Rady Spółdzielczej (od 1921), Unii Związków Spółdzielczych w Polsce i Kongregacji Kupieckiej w Krakowie. Delegat Rad Kasy Chorych.
W sierpniu 1939 został zmobilizowany, służył w cenzurze wojskowej. Po agresji ZSRR na Polskę przekroczył granicę polsko-rumuńską, internowany. Od stycznia do lipca 1940 przebywał pod przybranym nazwiskiem w obozach internowanych w Turnu Severin i Târgu Jiu, był wiceprezesem Komitetu Obywatelskiej Pomocy i Opieki nad Uchodźcami w Rumunii. Od lipca 1940 do lipca 1942 służył w Samodzielnej Brygadzie Strzelców Karpackich w Palestynie i Egipcie, dowódca obozu jeńców włoskich, później niemieckich.
W październiku 1942 znalazł się w Wielkiej Brytanii. Został członkiem Zarządu Głównego Stronnictwa Pracy i z jego ramienia członkiem II Rady Narodowej RP od grudnia 1943 do listopada 1944. W listopadzie 1944 został mianowany ministrem sprawiedliwości w gabinecie Tomasza Arciszewskiego, chociaż większość jego partii nie poparła tego rządu. Był także przeciwnikiem polityki Karola Popiela, akceptującej w 1945 postanowienia jałtańskie i we wrześniu 1945 został prezesem Komitetu Zagranicznego SP. Swoją funkcję ministerialną pełnił do dymisji premiera w 1947, a następnie w kolejnym rządzie Tadeusza Komorowskiego (do 1949). Od 1952 do 1954 był członkiem Wydziału Wykonawczego Rady Politycznej. W 1954 należał do sygnatariuszy Aktu Zjednoczenia podpisanego w 1954. Od 1954 do 1962 był członkiem Tymczasowej Rady Jedności Narodowej. Pierwszy przewodniczący Rady Federacji Ruchów Demokratycznych i członek władz Towarzystwa Pomocy Polakom.
Na emigracji pozostał czynnym działaczem Stronnictwa Pracy, w odłamie niezależnym od Karola Popiela. W 1952 został prezesem Zarządu Głównego SP, w 1959 przewodniczącym Rady Naczelnej SP. W 1965 podpisał porozumienie o zjednoczeniu z SP K. Popiela.

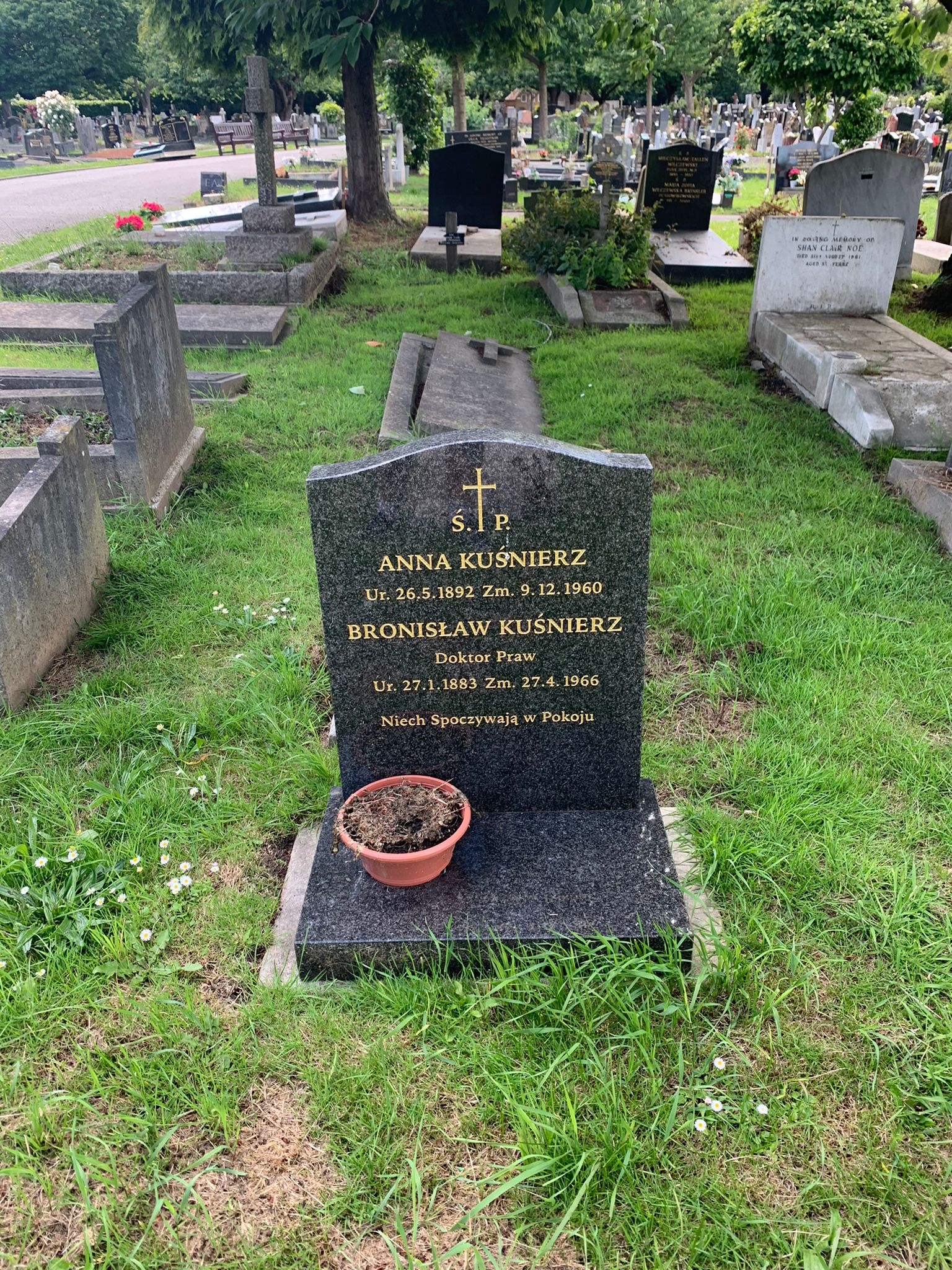
Grób Bronisława Kuśnierza

Zginął tragicznie w wypadku samochodowym. Pochowany na cmentarzu Gunnersbury w Londynie (Sq. DA, gr. 227).

## Publikacje
- Organizacja kredytu ludowego w Królestwie Kongresowym (1918),
- Stalin and the Poles: an indictment of the Soviet leaders (London: Holis & Carter, 1949)[6].

Autor artykułów w „Głosie Narodu” i „Polsce Walczącej”.

## Ordery i odznaczenia
- Signum Laudis Brązowy Medal Zasługi Wojskowej z mieczami na wstążce Krzyża Zasługi Wojskowej[7]
- Złoty Krzyż Zasługi z Koroną na wstążce Medalu Waleczności[7]
- Krzyż Wojskowy Karola[7]